# Valledupar Fútbol Club
 (avril 2021).
Si vous disposez d'ouvrages ou d'articles de référence ou si vous connaissez des sites web de qualité traitant du thème abordé ici, merci de compléter l'article en donnant les références utiles à sa vérifiabilité et en les liant à la section « Notes et références ».
Maillots
Dernière mise à jour : 30 juin 2023.
Le Valledupar Fútbol Club était un club colombien de football, basé à Valledupar.

## Histoire
Le club a existé pendant presque vingt ans.